# چنگر ماسکارین
چنگر ماسکارین (نام علمی: Fulica newtoni) نام یک گونه منقرض‌شده از سرده چنگرها است.